# Ulf Bengtsson (kroppsbyggare)
Ulf Bengtsson, född 10 maj 1954, är en svensk kroppsbyggare och entreprenör i träningsbranschen. Han tävlade som amatör och var som bäst rankad trea i världen i viktklassen. Ulf vann svenska mästerskapen samtliga år mellan 1973 och 1983. 1974 kom han på förstaplats i juniorklassen i Mr Europa medan Ehrling Wahlgren tog förstaplatsen i Mr Europa i mellanklassen för seniorer. Han är utbildad gymnastikdirektör med examen från Gymnastik- och idrottshögskolan i Stockholm.
Ulf Bengtsson  grundade sitt första gym på Atlasgatan i Stockholm 1980. Där tränade flera tunga namn inom styrkelyft (Conny Nilsson, Lars Backlund, Jari Tähtinen, Lennart "Hoa" Dahlgren)  och gästades ibland av profiler som t. ex. blivande Mr Olympia Samir Bannout och världsrekordhållare i bänkpress Lars Hedlund. Atlas lade grunden till gymkedjan World Class och egendesignad träningsutrustning och kläder. Ulf Bengtsson var något av en Sveriges egen Schwarzenegger och bidrog starkt till att legitimera och popularisera det som idag kallas att gymma.